# Minami Kuribayashi
Minami Kuribayashi (栗林 みな実 Kuribayashi Minami, 11 de junho de 1976, Shizuoka, Japão) é uma seiyu e cantora japonesa. Seu papel como Suzumiya Haruka no anime Kimi ga Nozomu Eien a fez famosa. Seu tipo sanguíneo é AB e seu apelido é Kurinoko. Um dos seus maiores êxitos é a canção: Tsubasa Wa Pleasure Line, abertura de Chrno Crusade. Tem mais de dez singles lançados e dois álbuns produzidos.

## Lista de trabalhos

### Animações
- Kimi ga Nozomu Eien (Haruka Suzumiya)
- Mai Otome (Erstin Ho)
- School Days (Minami Obuchi)

### OVA
- Akane Maniax (Haruka Suzumiya)
- Ayumayu Gekijou (Haruka Suzumiya, Kasumi Yashiro)
- Kimi ga Nozomu Eien ~Next Season~ (Haruka Suzumiya)
- My-Otome Zwei (Ribbon-chan)
- School Days ~Magical Heart Kokoro-chan~ (Minami Obuchi)

### Jogos
- Age Maniax (Susie, Fumino)
- Kaseki no Uta (化石の歌?) (Priere)
- Kimi ga Nozomu Eien (Haruka Suzumiya)
- School Days (Minami Obuchi)
- School Days L x H (Minami Obuchi)
- "Hello, world." (Haruka Tomonaga)
- Muv-Luv (Kasumi Yashiro)
- Muv-Luv Alternative (Kasumi Yashiro, Haruka Suzumiya)
- Muv-Luv Altered Fable (Kasumi Yashiro, Haruka Suzumiya)
- My-Otome: Otome Butoushi!! (Erstin Ho)